# Wilton Gregory
Wilton Gregory, né le 7 décembre 1947 à Chicago, est un prélat catholique américain. Prêtre depuis 1973, il est ordonné évêque en 1993. Il est le président de la conférence des évêques catholiques des États-Unis de 2001 à 2004, puis archevêque d'Atlanta de 2004 à 2019. Il a été archevêque de Washington de 4 avril 2019 à 2025. Il est le premier évêque afro-américain à accéder à un rang aussi élevé dans l'Église catholique aux États-Unis.
Le pape François le crée cardinal au consistoire du 28 novembre 2020.

## Biographie
Wilton Gregory naît à Chicago dans une famille afro-américaine protestante demeurant dans le ghetto noir des quartiers Sud. Après le divorce de ses parents, lorsqu'il encore tout jeune, il est élevé par sa mère et sa grand-mère. Il a deux sœurs Elaine et Claudia. Élève à l'école St. Carthage Grammar School, il se sent appelé à devenir prêtre en 1958 à l'âge de dix ans et se convertit au catholicisme. Il fait sa première communion et sa confirmation en 1959. Plus tard, il entreprend des études en vue du sacerdoce au séminaire Saint-Joseph, puis à l'université Saint Mary of the Lake de Chicago. Il est ordonné le 9 mai 1973 par le cardinal Cody. En 1980, il est diplômé en liturgie sacrée de l'institut pontifical liturgique de Rome. Wilton Gregory travaille dans des paroisses de banlieue de Chicago, à Glenview et à Park Ridge, puis enseigne parallèlement au séminaire Saint Mary of the Lake.
Le 18 octobre 1993, le pape Jean-Paul II le nomme évêque-auxiliaire de Chicago et il reçoit l'ordination épiscopale le 13 décembre suivant des mains du cardinal Bernardin,. Gregory est nommé évêque de Belleville le 29 décembre 1993. En décembre 1998, il est élu vice-président de la conférence épiscopale américaine et le 13 novembre 2001 il en devient président, charge qu'il assume jusqu'au 15 novembre 2004.
Le 9 décembre 2004, saint Jean-Paul II le nomme archevêque d'Atlanta,. Il reçoit le pallium des mains mêmes de Benoît XVI le 29 juin 2005 en la basilique Saint-Pierre.
Il devient membre du dicastère pour les laïcs, la famille et la vie en octobre 2018. Il est créé archevêque de Washington par le pape François le 4 avril 2019,, succédant au cardinal Wuerl, atteint par la limite d'âge. Il prend possession de son siège le 17 mai 2019. 
Sa démission est acceptée le 6 janvier 2025, Robert McElroy prenant sa succession.
Il participe au conclave de 2025 qui voit l'élection de Léon XIV.